# Crkvina (brdo kod Trebinja)
Crkvina je brdo u istočnom dijelu Trebinja, Istočna Hercegovina. 
Brdo je s južne strane Trebišnjice i predstavlja na istočnom je rubu grada. S brda se pruža široki pogled na Trebinje i rijeku Trebišnjicu i mostove. Toponim kazuje da je od davnina bilo svetim mjestom, kamo se hodočastilo. U srednjem vijeku ovdje je bila podignuta crkva sv. Mihajla, zadužbina kralja Milutina. 2000. godine ovdje je pod samim vrhom podignuta crkva Blagovještenja – Hercegovačka Gračanica, treća replika Gračanice s Kosova u suvremenoj srpskoj crkvi. U njoj je pokopan srpski pjesnik i diplomat Jovan Dučić.